# Новая повесть о доме Тайра
«Новая повесть о доме Тайра» (яп. 新・平家物語: син хэйкэ моногатари; англ. New Tales of the Taira Clan) — японский исторический фильм-драма 1955 года. Фильм поставил один из признанных классиков японского кинематографа, режиссёр Кэндзи Мидзогути. По роману Эйдзи Ёсикавы, основанному на средневековом сказании о доме Тайра. Этот фильм является первой частью исторической трилогии компании «Дайэй» о преданиях дома Тайра. Продолжения — «Новая повесть о доме Тайра: Ёсинака и три его женщины» (1956, реж. Тэйноскэ Кинугаса) и «Новая повесть о доме Тайра: Сидзука и Ёсицунэ» (1956, реж. Кодзи Сима).

## Сюжет
В начальных кадрах фильма голосом рассказчика зрителя вводят в курс той исторической ситуации, которая предшествует показанным событиям:
До XII века знать и духовенство владели огромными поместьями, которые освобождались от уплаты налогов, несмотря на сложное положение государственной экономики. В столице царил хаос, в провинциях — голод и бунты. Клан Фудзивара, который на протяжении столетий обеспечивал порядок в государстве, был не в силах исправить положение дел. Тогда император Сиракава, оставивший трон и принявший монашество, вернул себе прежнюю власть. Япония разрывалась между двором правящего императора Тоба и монашествующим экс-императором. Знать призывала на свою сторону профессиональных воинов — самураев. Монахи тоже создали свою армию; её шествие возглавляли священные паланкины, в которых обитали духи обожествлённых предков. Так начиналась битва за власть между знатью и духовенством. Грядут великие события...
Эта история начинается в 1137 году в Киото, который был тогда столицей государства.
Тайра-но Тадамори со своим сыном Киёмори и группой подчинённых ему самураев возвращается в Киото после победы над пиратами, наводнившими японское побережье и встречен без особых почестей при дворе императора. Придворные не торопятся воздать ему должное, так как им не хотелось бы видеть при дворе императора человека невысокого происхождения. Такое к ним отношение вызывает справедливый гнев и разочарование среди членов самурайского клана.
Тем временем, у Киёмори развивается кризис идентичности, когда он узнаёт, что скорее всего он не сын Тадамори, а вероятнее всего является сыном отошедшего от власти императора Сиракавы, или же даже сыном монаха буддийской общины. 
Тадамори, наконец, получает дворянский титул за подавленное им восстание монахов, но он сталкивается с заговором дворян, выступающих против низшего сословия самураев и пытающихся его устранить. Предупреждённый о покушении на отца, Киёмори приходит на помощь и срывает зловещие планы его убийства. 
Киёмори берёт в жёны Токико из обедневшего дворянского клана Фудзивара, таким образом образовав союз кланов Тайра и Фудзивара, которые на тот момент открыто выступают против власти придворного дворянства и буддийского духовенства. 
После смерти отца, Киёмори начинает сопротивление, которое в конечном итоге превратится в открытую войну с буддистами и поставит самураев в качестве доминирующей силы в стране.

## В ролях
- Райдзо Итикава — Киёмори
- Итидзиро Ооя — Тайра-но Тадамори, отец Киёмори
- Ёсико Куга — Токико, жена Киёмори
- Нарутоси Хаяси — Токитада Фудзивара, брат Токико
- Тацуя Исигуро — Токинобу Фудзивара, отец Токико и Токитады
- Митиё Когурэ — Ясуко, мать Киёмори
- Эйтаро Синдо — Банбоку
- Итиро Сугай — плотник
- Корэя Сэндо — министр Ёринага
- Эйдзиро Янаги — император Сиракава
- Мицусабуро Рамон — Рёкан
- Сюндзи Нацумэ — император Тоба
- Акитакэ Коно — Хэйроку
- Тамао Накамура — Сигэко
- Кунъитаро Савамура — Дзёку, буддийский священник
- Сёсаку Сугияма — буддийский монах

## Премьеры
- — национальная премьера фильма состоялась 21 сентября 1955 года[1].
- — премьерный показ в США — 20 сентября 1964 года в рамках Нью-Йоркского кинофестиваля[2]
- — впервые показан российскому зрителю 25 октября 2002 года под названием «Новая повесть о роде Тайра» в рамках ретроспективы фильмов Кэндзи Мидзогути в московском Музее кино[3].

## Награды и номинации
- Кинопремия «Майнити» (1957)

- Премия за лучшую звукозапись — Юкио Кайхара (ex aequo: «Новая повесть о доме Тайра: Ёсинака и три его женщины», реж. Тэйноскэ Кинугаса и «Скрытые настроения», реж. Кодзабуро Ёсимура).

- Премия журнала Cahiers du cinéma (Франция, 1961)

- По ежегодному опросу критиков Cahiers du cinéma фильм попал в десятку номинантов, но в результате голосования занял 5 место.